# Karla Cromeová
Karla Cromeová (* 22. června 1989), nepřechýleně Crome, je anglická herečka nejvíce známá svým vystupováním na Sky Atlantic (pořad Hit & Miss), hlavní postavou seriálu Misfits: Zmetci na kanálu E4, stejně jako řadou dalších účinkování v televizních seriálech a filmech, hlavně ve Spojeném království, včetně oceňovaného televizního filmu 'Murder'.
V roce 2012 označila Screen International Cromeovou za jednu z britských hvězd zítřka (UK Stars of Tomorrow).

## Osobní život
Cromeová vystudovala tříletý bakalářský herecký program na vysoké škole Italia Conti Academy of Theatre Arts v Claphamu. 
Cromeová žije doma se svými rodiči v Borehamwoodu.